# نظام تصنيف TNM
تصنيف الورم والعقد والنقائل TNM (بالإنجليزية: TNM Classification)‏ نظام طبي يصنف الورم أو السرطان على حسب حجمه وانتشاره في أعضاء الجسم. يعتمد النظام على قياس حجم الورم والبحث عن الطريق الفحوصات المختبرية والتصويرية على انتشار المرض في العقد الليمفاوية وأعضاء الجسم.
والاحرف TNM ترمز للتالي
- T: الورم بالأنكليزية.و يعبر عن حجم الورم ويختلف تقسيم القياس حسب نوع ومكان الورم.
- N: يشمل التقسيم عدد وانتشار الورم في العقد الليمفاوية
- M: انبثاث الورم في أعضاء الجسم
- ويضع الحرف x عندما يصعب وضع الورم في أي من التقسيمات السابقة.

بدأ إنشاء هذا النظام بين عام 1943 و 1952 بواسطة بيير دينوكس. وازداد الاهتمام بالنظام بعد أن اعتمدت الرابطة الأمريكية للسرطان (بالإنجليزية:  (American Joint Committee on Cancer (AJCC)‏ مع المنظمة العالمية لطب النساء والولادة (بالإنجليزية:  (International Federation of Gynecology and Obstetrics(FIGO)‏ هذا النظام عام 1987.
حاليا النظام يطور من خلال الاتحاد العالمي ضد السرطان UICC

## وصف عام
يختلف تصنيف الأورام من سرطان إلى آخر. وليس كل أنواع السرطان تتبع هذا النظام (سرطان المخ مثلاً).
التقسيمات الرئيسية للـ T هي
- Tx ورم لا يمكن تصنيفه
- T0 لا يوجد دليل على وجود الورم
- Tis سرطان لابد
- T1 ورم حجمه 2سم أو اقل وأنواعه

T1mic اقل من 0.1 سم
1. T1a يتراوح ما بين 0.1 و 0.5 سم
2. T1b يتراوح ما بين 0.5 و 1.0 سم
3. T1c يتراوح ما بين 1.0 و 2.0 سم

- T2 ورم حجمه أكثر من 2 سم ولا يتجاوز 5 سم
- T3 ورم حجمه أكثر من 5 سم
- T4 ورم بأي حجم قد امتد إلى جدار الصدر أو الجلد

1. T4a امتد إلى جدار الصدر
2. T4b وذمة أو تقرح جلدي
3. T4c النوعين T4a وT4b معا
4. T4d سرطان التهابي (أحد أنواع سرطان الثدي)

التقسيمات الرئيسية للـ N
- Nx لا يمكن تحديد ما إذا كان الورم انتشر في القعد اللمفاوية أو تم استئصال العقد سابقا.
- N0 لا يوجد انتشار إلى العقد اللمفاوية المجاورة.
- N1 انتشر الورم إلى العقد اللمفاوية المجاورة.
- N2 مرحلة انتشار ما بين المرحلة N1 و N3.
- N3 الانتشار وصل إلى عدد كبير من العقد اللمفاوية البعيدة عن الورم.

التقسيمات الرئيسية للـ M
- Mx لا يمكن تحديد ما إذا انتشر الورم ام لا
- M0 لا يوجد انتشار للورم
- M1 يوجد انتشار للورم

## مميزات التقسيم
- يساعد الجهاز الطبي في اختيار العلاج المناسب للسرطان
- يعطي صورة عامة لتوقع تقدم المرض
- يقيم مدى فعالية العلاج المتبع